# Racosperma sibiricum
Racosperma sibiricum là một loài thực vật có hoa trong họ Đậu. Loài này được (S. Moore) Pedley mô tả khoa học đầu tiên năm 2003.